# 18 Wheels of Steel: Pedal to the Metal
18 Wheels of Steel: Pedal to the Metal (в дословном переводе «18 стальных колёс: Газ до отказа»; в СНГ известна под названием «18 стальных колёс: Пыль дорог») — компьютерная игра в жанре симулятора водителя-дальнобойщика с элементами экономической стратегии, игра серии «18 Wheels of Steel». Игра разработана чешской компанией SCS Software и издана компанией ValuSoft в мире и компанией Бука на территории Российской Федерации. «18 Wheels of Steel: Pedal to the Metal» — PC-эксклюзивная игра, которая вышла 6 сентября 2004 года во всём мире и 4 ноября 2004 года на территории России. Третья игра в серии «18 Wheels of Steel».

## Геймплей
Действие игры происходит в Америке, на карте представлены почти все крупные города США и небольшая часть Канады и Мексики. Действие игры происходит в трёх режимах: наёмный водитель, свободный водитель, владелец компании. В первый раз можно начать игру только в качестве «наёмного водителя». При этом машину выдаст работодатель, он же будет заниматься её ремонтом и апгрейдом, но при этом придётся выполнять заказы работодателя, которые не являются самыми оптимальными по цене и удалённости.
После накопления 100 000 виртуальных долларов (выполнения около 7—8 заказов), игроку даётся возможность переключиться в режим свободного водителя. Сто тысяч заработанных денег уйдут на покупку первого грузовика, самого дешёвого и худшего по характеристикам (выдаётся автоматически, после переключения режима), оставшиеся средства идут на оплату топлива и возможного ремонта на первое время, так как чинить машину теперь придётся за свой счёт. Прибыль с одного заказа по сравнению с предыдущим режимом больше в 2—3 раза. Заказы можно просматривать все имеющиеся, но взять любой понравившийся не получится — вместе с новым режимом включается система рейтинга — чёрная, бронзовая, серебряная и золотая звёзды. Рейтинг зарабатывается качественным выполнением заказов: вовремя доставленный груз, без повреждений. Чем выше рейтинг, тем более выгодные заказы становятся доступны. Также появляется возможность брать деньги в заём.
При рейтинге «серебряная звезда» и появляется возможность переключиться в режим «владелец компании». Можно продолжать выполнять заказы самостоятельно, а можно нанять несколько водителей и заниматься только подбором заданий для них, однако игрок может зарабатывать рейтинг, только самостоятельно перевозя товары за рулём своего грузовика. При найме игроку необходимо купить водителю грузовик, на котором он будет работать. У каждого наёмного водителя тоже есть рейтинг, который определяет качество выполнения заказов (чем ниже рейтинг у водителя, тем хуже он будет выполнять задания), при этом игрок не может нанять водителя с более высоким рейтингом, чем у игрока. Рейтинг у наёмных водителей постоянный, никак не изменяется в процессе игры. Количество нанимаемых игроком водителей ограничено только количеством доступных в игре наёмных водителей.
В игре существует полиция. При серьёзной аварии на её глазах, при игнорировании таможни или весовой станции, за вами будет идти погоня на полицейских машинах. Они быстрее грузовика игрока и рано или поздно догонят вас и оштрафуют на 1000 долларов и 2 единицы рейтинга, если он присутствует в режиме игрока.

## Отзывы
Absolute Games написал довольно отрицательную рецензию на игру и поставил ей оценку 61 % со статусом «сносно».